# Prayer in C
Prayer in C (englisch für „Gebet in C“) ist ein Lied des französischen Folkpop-Duos Lilly Wood & the Prick. Das Stück stammt aus ihrem Debütalbum Invincible Friends aus dem Jahr 2010, erreichte aber erst 2014 als Remix des deutschen DJs Robin Schulz in zahlreichen Ländern Platz eins der Singlecharts.

## Entstehung und Artwork
Das Lied wurde von den beiden Lilly-Wood-&-the-Prick-Mitgliedern Benjamin Cotto und Nili Hadida geschrieben. Die Single wurde von Pierre Guimard produziert; für den Mix war Pierrick Devin zuständig. Das Stück wurde zunächst unter den Musiklabels Cinq 7 und Wagram Music, später bei Warner Music Group veröffentlicht. Auf dem Cover der Maxi-Single sind – neben Künstlernamen und Liedtitel – Lilly Wood & the Prick und Robin Schulz in schwarz-weiß vor dem Hintergrund großer bunter Farbtropfen zu sehen.

## Veröffentlichung und Promotion
Prayer in C erschien erstmals in Frankreich am 31. Mai 2010 auf dem Album Invincible Friends. Die Erstveröffentlichung von Prayer in C (Robin Schulz Remix) fand am 5. Dezember 2013 auf SoundCloud statt. Durch den großen Anklang folgte eine offizielle Singleveröffentlichung in Deutschland, Österreich und der Schweiz am 6. Juni 2014. Am 17. Juni 2014 folgte eine europaweite Veröffentlichung sowie eine Veröffentlichung in den Vereinigten Staaten. Während das Original nur auf dem Debütalbum Invincible Friends zu finden ist, wurde die Remixversion als digitale und physische Maxi-Single veröffentlicht. Bei der Maxi-Single handelt es sich um eine 2-Track-Single, die den Originalmix und eine gekürzte Radioversion des Remixes beinhaltet.
Vom 6. Juni bis 17. September 2014 war Prayer in C (Robin Schulz Remix) der offizielle Werbesong von VIVA Deutschland. Hierbei war zu Beginn und Ende jeder Werbeunterbrechung für ein paar Sekunden ein Ausschnitt des Liedes zu hören. Bei der Echoverleihung 2015 war erstmals ein gemeinsamer Liveauftritt von Lilly Wood & the Prick und Robin Schulz geplant, diese waren jedoch verhindert, sodass Schulz während eines Medleys zusammen mit Frida Gold das Lied aufführte.

## Inhalt
Musikalisch bewegt sich das Original im Bereich des Folk-Pop, die Robin-Schulz-Remixversion im Bereich des Elektro-Pop bzw. Deep House. In dem religiös geprägten Lied geht es um das Leid in der Welt, das von Gott nicht verhindert wird (siehe auch Theodizee).
| „See the children are starving and their houses were destroyed don’t think they could forgive you“ – Originalauszug | „Schau, die Kinder verhungern und ihre Häuser wurden zerstört, glaube nicht, dass sie dir vergeben könnten.“ – Übersetzung |

## Musikvideo
Das Musikvideo zu Prayer in C (Robin Schulz Remix) wurde in Berlin gedreht und feierte am 20. Mai 2014 auf dem YouTube-Profil von Robin Schulz seine Premiere. Zu sehen sind verschiedene Gruppierungen, die sich zu Fuß, mit dem Auto oder mit einem Skateboard durch Berlin bewegen. Sie sind u. a. in Berlin-Kreuzberg, auf der Warschauer Straße und der Oberbaumbrücke unterwegs. Immer wieder ist an verschiedenen Schauplätzen ein Totenkopf in verschiedenen Farben zu finden, teilweise werden auch von den Gruppierungen Aufkleber dieses Totenkopfes in der Stadt verteilt. Am Ende des Videos treffen sich alle auf dem Dach eines Hochhauses, wo sie zusammen eine Piñata-Party feiern. Die Gesamtlänge des Videos beträgt 3:14 Minuten. Regie führte Maxim Rosenbauer. Bis August 2022 zählte das Video über 716 Millionen Aufrufe bei YouTube.

## Mitwirkende
| Lied - Benjamin Cotto: Gitarre, Komponist, Liedtexter - Pierrick Devin: Abmischung - Pierre Guimard: Musikproduzent - Nili Hadida: Gesang, Komponist, Liedtexter - Robin Schulz: Remixer - Cinq 7: Musiklabel - Wagram Music: Musiklabel - Warner Music Group: Musiklabel | Musikvideo - Alexander Aue: Lichtgestaltung - Julia Barde: Haare, Schminke - Jana Ehrpunkt: Creative Producer - Kolja Frase: Filmeditor - Monja Gentschow: Haare, Schminke - Christoph Haug: Kameraassistent - Dimitri Hempel: Kameramann - Andreas Hofstetter: Kameraassistent - Chris Panderzicki: Grip - Stefan Reiss: Farbkorrektur - Maxim Rosenbauer: Editor, Regisseur - Moritz Ross: Kameraassistent - Franziska Rufledt: Szenenbild - Benjamin Schmidt: Lichtgestaltung - Steffa Superheilig: Styling - Lisa Tiggers: Szenenbild - Christoph Uettner: Lichtgestaltung - Sebastian von Gumpert: Executive Producer |

## Rezeption

### Rezensionen
David Micken von der Webpräsenz des Radiosenders 1 Live sagt folgendes zu dem Lied:

„Was vom Original geblieben ist, ist die Gitarrenmelodie und der aufrichtige und fragile Gesang von Lilly Wood. Ansonsten erschafft Robin Schulz hier seine ganz eigene Interpretation eines Gebetes. Und das richtet sich natürlich an den Electro-Gott, denn ‚Prayer in C‘ glänzt mit fetten, staubtrockenen Bässen und Synthies. In Kombination mit Gitarre und Gesang ist das hier aber kein Track zum wilden Tanzen, sondern wunderschön zum Runterkommen, Chillen, zum Träumen oder auch zum Zelebrieren der sonntäglichen Afterhour auf der eignen Couch. Und auch wenn der Text so traurig ist und von Reue spricht, schafft Robin Schulz es dem Song etwas Positives abzuringen.“

### Auszeichnungen
Im August 2014 wurde Prayer in C (Robin Schulz Remix) offiziell von Media Control zum „Sommerhit des Jahres 2014“ gewählt. Dazu erfüllte das Lied folgende Kriterien: eine eingängige Melodie, ein einfacher Text, ein tanzbarer Rhythmus, es muss ein Künstler sein, der zuvor noch relativ unbekannt war – und der es aus eigener Kraft (ohne Promotion) in die Charts geschafft hat.

## Kommerzieller Erfolg

### Chartplatzierungen
Prayer in C (Robin Schulz Remix) erreichte in Deutschland Position eins der Singlecharts und konnte sich insgesamt fünf Wochen an der Chartspitze, 17 Wochen in den Top 10 und 59 Wochen in den Charts platzieren. In den deutschen Airplaycharts erreichte die Single ebenfalls für drei Wochen die Spitzenposition. In Österreich erreichte die Single Platz eins und konnte sich dort insgesamt fünf Wochen sowie zwölf Wochen in den Top 10 und 38 Wochen in den Charts halten. In der Schweiz belegte die Single 17 Wochen Platz eins und konnte sich 24 Wochen in den Top 10 und 68 Wochen in den Charts halten. Bis zur Ablösung durch Despacito von Luis Fonsi und Daddy Yankee im Jahr 2017 hielt Prayer in C zusammen mit Whenever, Wherever von Shakira den Rekord in der Schweizer Hitparade für die längste Verweildauer auf Position eins. Im Vereinigten Königreich erreichte die Single zwei Wochen Position eins und konnte sich insgesamt sechs Wochen in den Top 10 halten. In den Vereinigten Staaten erreichte die Single in 20 Chartwochen Position 23 der Charts. In ihrer Heimat Frankreich konnte sich die Single ebenfalls auf Position eins platzieren; durch den großen Erfolg der Remixversion platziere sich später im gleichen Jahr die Originalversion des Liedes ebenfalls in den französischen Single-Charts und erreichte ebenfalls mit Position neun die Top 10.
Prayer in C (Robin Schulz Remix) belegte in den deutschen Jahrescharts 2014 Rang sechs, in Österreich Rang vier, in der Schweiz Platz zwei, im Vereinigten Königreich Platz 26 und in Frankreich Platz zwei. 2015 platzierte sich Prayer in C (Robin Schulz Remix) in den deutschen Single-Jahrescharts auf Position 100, sowie auf Position 39 in der Schweiz. Des Weiteren erreichte die Single Platz eins in folgenden Ländern: Belgien (Flandern und Wallonien), Bulgarien, Dänemark, Finnland, Griechenland, Irland, Italien, Niederlande, Norwegen, Polen, Schweden, Slowakei, Tschechien und Ungarn.
Für Lilly Wood & the Prick war dies der erste weltweite Charterfolg. In Frankreich war es ihr siebter Charterfolg sowie der erste Top-10- und Nummer-eins-Erfolg. Für Robin Schulz war dies nach Waves (Robin Schulz Remix) der zweite Charterfolg in Deutschland, Österreich, der Schweiz, dem Vereinigten Königreich und den Vereinigten Staaten. Mit Ausnahme der Vereinigten Staaten war es in allen Ländern sein zweiter Top-10- und Nummer-eins-Erfolg.

#### Prayer in C
| ChartsChartplatzierungen | Höchstplatzierung | Wochen |
| ------------------------ | ----------------- | ------ |
| Frankreich (SNEP)        | 9 (11 Wo.)        | 11     |

#### Prayer in C (Robin Schulz Remix)
| ChartsChartplatzierungen       | Höchstplatzierung | Wochen |
| ------------------------------ | ----------------- | ------ |
| Deutschland (GfK)              | 1 (59 Wo.)        | 59     |
| Frankreich (SNEP)              | 1 (106 Wo.)       | 106    |
| Österreich (Ö3)                | 1 (38 Wo.)        | 38     |
| Schweiz (IFPI)                 | 1 (68 Wo.)        | 68     |
| Vereinigte Staaten (Billboard) | 23 (20 Wo.)       | 20     |
| Vereinigtes Königreich (OCC)   | 1 (48 Wo.)        | 48     |

| ChartsJahrescharts (2014)    | Platzierung |
| ---------------------------- | ----------- |
| Deutschland (GfK)            | 6           |
| Frankreich (SNEP)            | 2           |
| Österreich (Ö3)              | 4           |
| Schweiz (IFPI)               | 2           |
| Vereinigtes Königreich (OCC) | 22          |

| ChartsJahrescharts (2015) | Platzierung |
| ------------------------- | ----------- |
| Deutschland (GfK)         | 100         |
| Schweiz (IFPI)            | 39          |

### Auszeichnungen für Musikverkäufe
Im April 2020 erhielt Prayer in C (Robin Schulz Remix) eine Diamantene Schallplatte für über eine Million verkaufte Exemplare in Deutschland, damit zählt das Stück zu einer der meistverkauften Singles des Landes. Die Single wurde weltweit insgesamt zweimal mit Gold, 37 Mal mit Platin und einmal mit Diamant ausgezeichnet. Den Schallplattenauszeichnungen zufolge wurde die Single über 5,1 Millionen Mal verkauft.
Soloversion

| Land/Region       | Auszeichnungen für Musikverkäufe (Land/Region, Auszeichnung, Verkäufe) | Verkäufe |
| ----------------- | ---------------------------------------------------------------------- | -------- |
| Frankreich (UPFI) | Platin                                                                 | 150.000  |
| Insgesamt         | 1× Platin ·                                                            | 150.000  |

Robin Schulz Remix

| Land/Region                  | Auszeichnungen für Musikverkäufe (Land/Region, Auszeichnung, Verkäufe) | Verkäufe  |
| ---------------------------- | ---------------------------------------------------------------------- | --------- |
| Australien (ARIA)            | 5× Platin                                                              | 350.000   |
| Belgien (BRMA)               | Platin                                                                 | 30.000    |
| Dänemark (IFPI)              | Gold                                                                   | 15.000    |
| Deutschland (BVMI)           | Diamant                                                                | 1.000.000 |
| Frankreich (SNEP)            | —                                                                      | 270.000   |
| Italien (FIMI)               | 5× Platin                                                              | 150.000   |
| Kanada (MC)                  | 6× Platin                                                              | 480.000   |
| Mexiko (AMPROFON)            | Gold                                                                   | 30.000    |
| Neuseeland (RMNZ)            | 3× Platin                                                              | 90.000    |
| Niederlande (NVPI)           | Platin                                                                 | 30.000    |
| Norwegen (IFPI)              | 4× Platin                                                              | 160.000   |
| Österreich (IFPI)            | Platin                                                                 | 30.000    |
| Schweden (IFPI)              | 3× Platin                                                              | 120.000   |
| Schweiz (IFPI)               | 3× Platin                                                              | 90.000    |
| Spanien (Promusicae)         | 2× Platin                                                              | 80.000    |
| Vereinigte Staaten (RIAA)    | Platin                                                                 | 1.000.000 |
| Vereinigtes Königreich (BPI) | 2× Platin                                                              | 1.200.000 |
| Insgesamt                    | 2× Gold · 37× Platin · 1× Diamant ·                                    | 5.125.000 |

Hauptartikel: Robin Schulz/Auszeichnungen für Musikverkäufe

## Coverversionen
- 2014: The Mega Giants, erschien am 16. Juli 2014 und ist die erste und bis heute einzige Chartplatzierung der Mega Giants im Vereinigten Königreich.